# 博蒙 (埃诺省)
博蒙（法語：Beaumont，法語發音：[bomɔ̃] ⓘ）是比利时瓦隆大区埃諾省蒂安區的一座城市，西与法国接壤，东与那慕爾省接壤，通行法语，是比利时法语社群的一部分，面积92.97平方千米，人口7,137人（2018年1月1日）。
建於11世紀的薩拉芒德爾塔為該市鎮最顯著的要塞建築。

## 图集

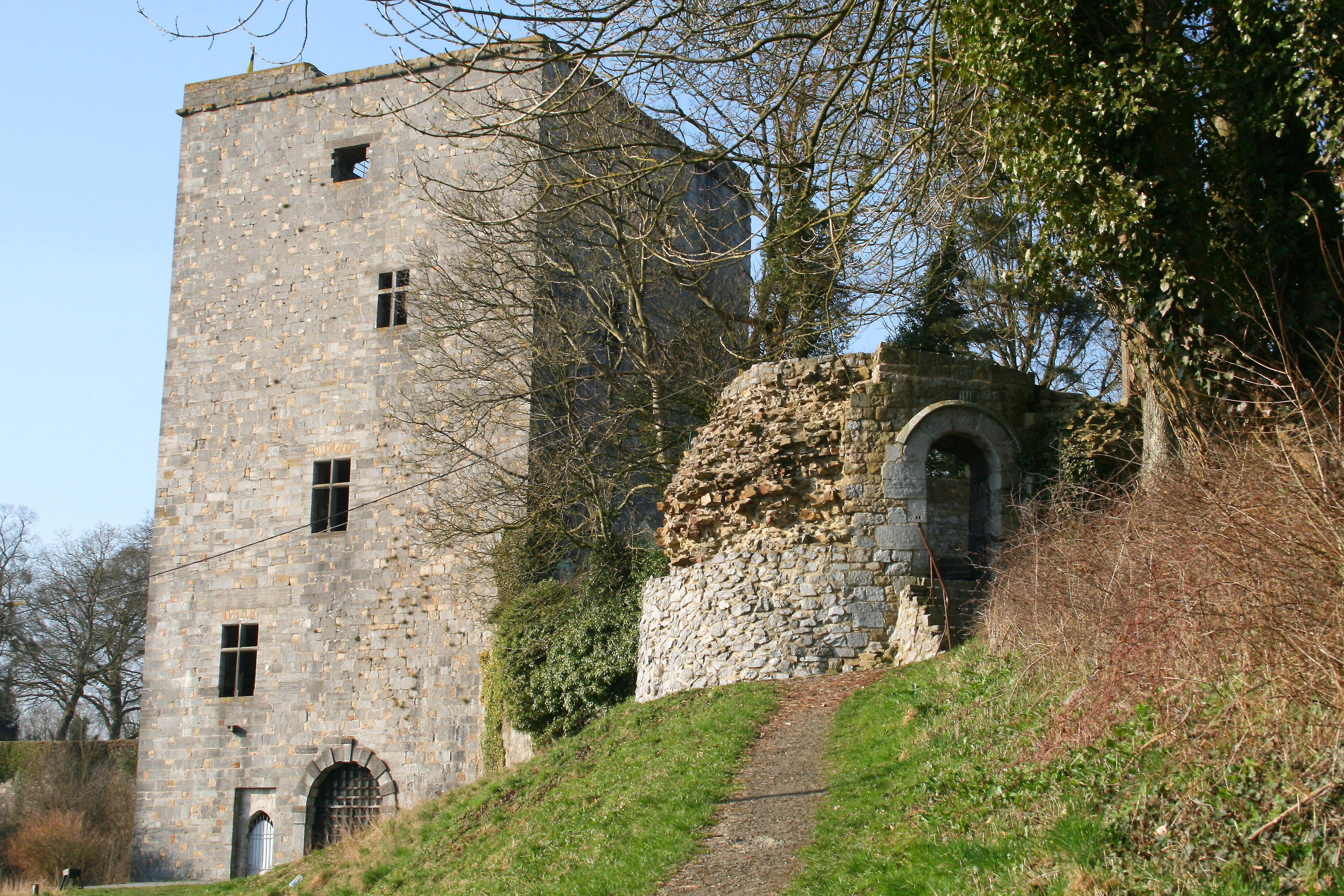
薩拉芒德爾塔
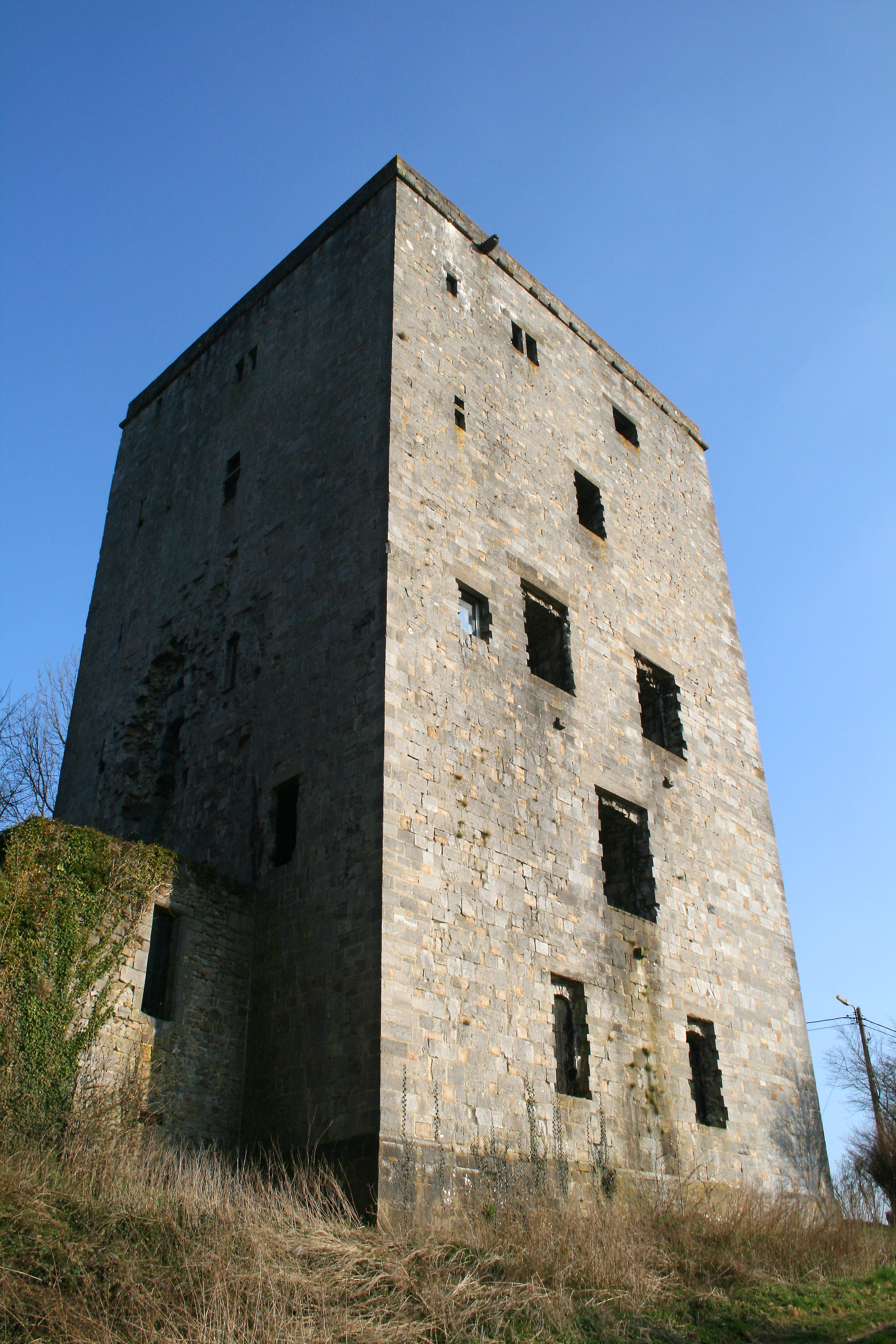
薩拉芒德爾塔